# 大元里
大元里，是臺中市大里區的里，位於該區中央偏西南。

## 里名由來
本里舊稱「大突寮」，因為此地在清朝時，是原住民與漢人的衝突最劇烈之地，因此，取此地名有「大衝突」之意而得名。建村當時，村民覺得名稱不雅，因此由村長林西庚決定，保留「大」字，另取雅字「元」，定名為「大元村」。

## 地理
大元里劃分為23鄰，1,595戶，總人口5,158人（台中縣大里市戶政事務所民國109年1月底戶口統計）。本里東境與東南境隔大里溪與仁化、東湖和西湖對望，西為大里里，北鄰國光里和中興里。

## 行政區劃沿革
大元里於清代時隸屬藍興堡大突寮莊；明治35年（1902年）時，改隸臺中廳大里杙區大突寮庄，至大正9年（1920年）則隨行政區調整，隸屬大屯郡大里庄大突寮大字。二次大戰結束後，國民政府接收臺灣，以原大突寮大字範圍設置大元村，隸屬臺中縣大里鄉。民國82年（1993年）大里鄉升格為縣轄市大里市，隨之改制為大元里。

### 書籍
- 《臺灣地名辭書》卷十二《臺中縣》第二冊，第21-22頁

### 外部連結
- 臺中市大里區公所 沿革